# MenuetOS
Menuet Os este un sistem de operare cu un nucleu monolitic preemptiv, în timp real, scris în limbajul de asamblare FASM, dezvoltat de către Ville M. Turjanmaa. De asemenea, sistemul include drivere video. Acesta rulează pe arhitectură x86 în variantele 32-bit și 64-bit. Are un desktop grafic, jocuri și capabilități de rețea (vezi modelul TCP/IP). O caracteristică distinctivă este că poate fi inscripționat pe o singură dischetă cu o capacitate de stocare de 1,44 MB.

## Istorie

### 32-bit
MenuetOS a fost inițial scris pentru arhitecturile x86 pe 32 de biți și a fost lansat sub licența GPL-2.0-only, astfel că multe dintre aplicațiile sale sunt distribuite sub licență GPL.

### 64-bit
MenuetOS pe 64 de biți, adesea denumit Menuet 64, rămâne o platformă pentru învățarea programării în limbaj de asamblare pe 64 de biți. Acesta este distribuit gratuit pentru uz personal și educațional, dar fără codul sursă, iar licența include o clauză care interzice dezasamblarea.
Suportul multi-nucleu a fost adăugat la 24 februarie 2010.

## Caracteristici
Dezvoltarea MenuetOS s-a concentrat pe implementarea rapidă, simplă și eficientă. MenuetOS are abilități de rețea și un model TCP/IP funcțional. Majoritatea codului pentru partea de rețea este scris de Mike Hibbett.
Principalul obiectiv al Menuet a fost crearea unui mediu pentru programarea ușoară în limbaj de asamblare, dar este totuși posibil să ruleze software scris în limbaje de programare de nivel înalt. Cel mai mare efort pentru suportul limbajelor de nivel înalt este datorat lui Jarek Pelczar, care a portat biblioteci de C pe Menuet.
GUI-ul în versiunea 0.99 suportă rezoluții de afișare de până la 1920 x 1080 (16 milioane de culori) cu transparență a ferestrelor. SO-ul are suport pentru mai multe clase de periferice USB 2.0. MenuetOS vine cu versiunile shareware ale jocurilor Quake și Doom.
Pentru accesul la disc, MenuetOS suportă sistemul de fișiere FAT32. Scrierea este posibilă doar pe dispozitivele conectate prin USB.
Începând cu versiunea 1.49.60, MenuetOS poate fi bootat și pe mașini UEFI folosind Easyboot.